# 류이재
류이재(柳隶賳, 본명: 신지우, 1993년 11월 2일 ~ )는 대한민국의 배우이다.

## 출연

### 방송

#### 드라마
- 2018년 피키캐스트 《제철연애》 - 유정 역
- 2018년 피키캐스트 《비트윈어스》 - 현서 역
- 2019년 MBC 《마지막 무관생도들》 - 이청영 역
- 2021년 SBS 《모범택시》 - 안정은 역

### 영화
- 2014년 《여름이 지나면》 - 슬기 역
- 2015년 《별 일 없이 산다》 - 소현 역
- 2016년 《해수》 - 해수 역
- 2016년 《이 모든 것을 벗어나기 위하여》 - 최연수 역
- 2017년 《보편적 사람들》 - 정희주 역
- 2018년 《선주와 현석은 4년의 연애 끝에 헤어졌다. 그리고》 - 선주 역
- 2019년 《K대_OO닮음_93년생.avi》 - 혜원 역
- 2019년 《마지막 여름, 그리고》 - 해주 역
- 2020년 《정직한 후보》 - 여의도 JOO 취재 기자 2 역
- 2020년 《우연히 나쁘게》 - 려원 역
- 2020년 《여름을 보내고》 - 채희 역
- 2020년 《당근이세요?》 - 미미 역
- 2020년 《죽어야 사는 남자》 - 지유 역
- 2020년 《여인과 사자》 - 윤슬 역
- 2020년 《우리도 모르는 사이》 - 지연 역

### 공연

#### 연극
- 2017년 《당신이 알지 못하나이다》 - 선우 역
- 2018년 《믿음의 기원 2 : 후쿠시마의 바람》 - 수진 역
- 2018년 《연출의 판 - 프로토콜》 - 요즘애 1 역

#### 뮤지컬
- 2019년 《엄마는 열여섯》 - 연지 역
- 2020년 《사랑하니까》
- 2020년 《나아가》

### 뮤직비디오
- 2019년 디에이드 - 〈달라졌을까, 우리〉
- 2020년 헨느 - 〈Who do you love?〉
- 2020년 뜰 - 〈오늘밤〉

### 광고
- 2020년 동서식품 맥심 모카골드

## 연출

### 영화
- 2020년 《우리도 모르는 사이》 - 제22회 전주국제영화제 코리안시네마 단편 부문 초청

## 제작

### 영화
- 2020년 《우리도 모르는 사이》 - 감독

## 수상
- 2019년 제17회 아시아나국제단편영화제 단편의 얼굴상